# Sporogonites
Sporogonites es un género extinto de plantas que fue descubierto en sedimentos devónicos de Noruega por Thore Gustaf Halle. Este género se ha encontrado en Noruega, Bélgica, Gran Bretaña, Australia, Brasil, Sudáfrica y Argentina.

## Descripción
Se conocen tanto fragmentos dispersos como fósiles casi completos. La planta consistía de una base plana de la que parten numerosos ejes lisos de al menos 5 cm de largo, y que remata cada uno en una cápsula con característicos surcos longitudinales. Las esporas asociadas son globulares y tetraédricas.

### Relaciones
Se las ha comparado con las briofitas: 
- por la presencia de una columela en la cápsula y el parecido con algunos musgos como Sphagnum o las Andreaeaceae.[1]
- por la presencia de un talo laminar, con las hepáticas o algún grupo desconocido.[4]

Aunque, por la escasez del material y la poca información que provee este material, en las últimas revisiones sobre los fósiles de Briofitas se ha dejado de lado a este género.

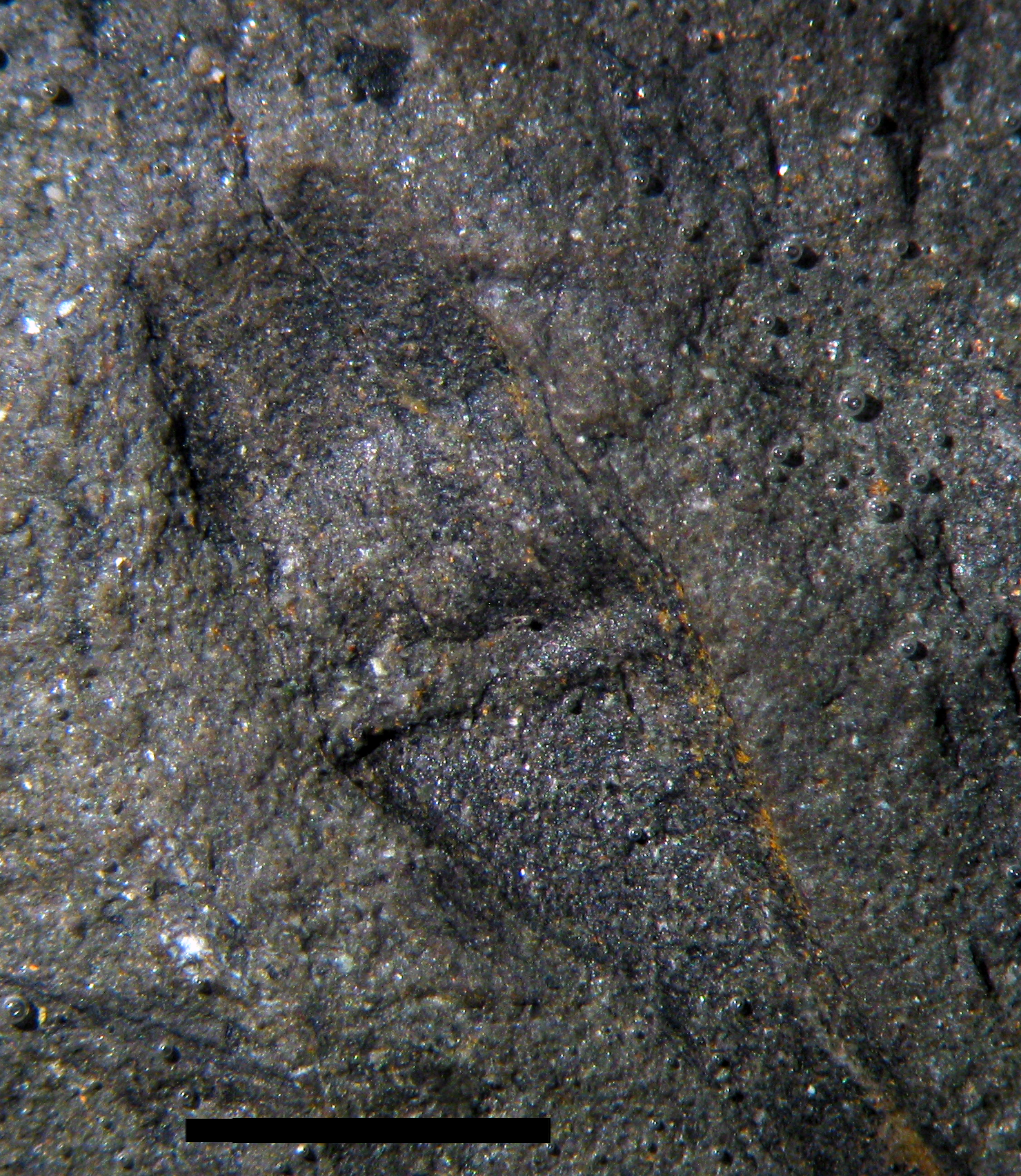
Cápsula de Sporogonites excellens Frenguelli